# Гендерсон (переписна місцевість, Нью-Йорк)
Гендерсон (англ. Henderson) — переписна місцевість (CDP) в США, в окрузі Джефферсон штату Нью-Йорк. Населення — 233 особи (2020).

## Географія
Гендерсон розташований за координатами 43°50′53″ пн. ш. 76°11′7″ зх. д. / 43.84806° пн. ш. 76.18528° зх. д. (43.847966, -76.185233).  За даними Бюро перепису населення США в 2010 році переписна місцевість мала площу 1,31 км², уся площа — суходіл.

## Демографія
Згідно з переписом 2010 року, у переписній місцевості мешкали 224 особи в 100 домогосподарствах у складі 49 родин. Густота населення становила 171 особа/км².  Було 118 помешкань (90/км²).
Расовий склад населення:
| - 96,4 % — білих |

До двох чи більше рас належало 3,1 %. Частка іспаномовних становила 0,9 % від усіх жителів.
За віковим діапазоном населення розподілялося таким чином: 25,0 % — особи молодші 18 років, 51,3 % — особи у віці 18—64 років, 23,7 % — особи у віці 65 років та старші. Медіана віку мешканця становила 41,8 року. На 100 осіб жіночої статі у переписній місцевості припадало 88,2 чоловіків;  на 100 жінок у віці від 18 років та старших — 88,8 чоловіків також старших 18 років.
Середній дохід на одне домашнє господарство  становив 40 157 доларів США (медіана — 23 333), а середній дохід на одну сім'ю — 55 316 доларів (медіана — 62 500). За межею бідності перебувало 21,8 % осіб, у тому числі 29,4 % дітей у віці до 18 років та 9,6 % осіб у віці 65 років та старших.
Цивільне працевлаштоване населення становило 63 особи. Основні галузі зайнятості: будівництво — 25,4 %, роздрібна торгівля — 19,0 %, освіта, охорона здоров'я та соціальна допомога — 15,9 %.